# Akademickie Towarzystwo Andragogiczne
Akademickie Towarzystwo Andragogiczne (w skrócie ATA), zrzesza pracowników nauki i działaczy edukacji dorosłych. Jest najważniejszą organizacją w Polsce łączącą środowisko andragogów. Towarzystwo ma swoją siedzibę przy Wydziale Pedagogicznym Uniwersytetu Warszawskiego.

## Definicja
Akademickie Towarzystwo Andragogiczne (w skrócie - ATA), zrzesza pracowników nauki i działaczy edukacji dorosłych. Jest najważniejszą organizacją w Polsce łączącą środowisko andragogów. Towarzystwo ma swoją siedzibę przy Wydziale Pedagogicznym Uniwersytetu Warszawskiego.

## Historia
Pomysł powstania ATA zrodził się podczas konferencji nt. „Profesjonalizacja akademickiego kształcenia andragogicznego” w Łodzi w 1993 roku. Po tym wydarzeniu na posiedzeniu w Toruniu zgłoszono chęć powołania towarzystwa, które przyjęło nazwę „Akademickie Towarzystwo Andragogiczne” i skrót ATA, wybrano także tymczasowy zarząd, w skład którego weszli przedstawiciele środowisk naukowych 7 miast (Warszawy, Torunia, Łodzi, Lublina, Wrocławia, Krakowa i Opola). Profesor Józef Półturzycki został prezesem Towarzystwa (który pełnił tę funkcję do 2008 roku). ATA zostało zarejestrowane w grudniu 1993 roku przez sąd w Warszawie.

## Cele
- organizowanie, rozwijanie i doskonalenie form uniwersyteckiej edukacji dorosłych,
- kształcenie i doskonalenie specjalistów edukacji dorosłych,
- rozwijanie i pomnażanie andragogiki (Andragogika) jako teorii edukacji dorosłych (Edukacja dorosłych), popularyzowanie jej w publikacjach oraz wykładach na kierunkach pedagogicznych i nauczycielskich,
- prowadzenie badań i podejmowanie innowacji w zakresie edukacji dorosłych, andragogiki i nauk z nią współdziałających na rzecz kształcenia i wychowania dorosłych,
- organizowanie i prowadzenie nieakademickich form edukacji dorosłych (kursy, szkoły dla dorosłych, uniwersytety ludowe, uniwersytety powszechne, letnie uniwersytety i szkoły, kształcenie na odległość),
- prowadzenie współpracy z innymi polskimi towarzystwami oświatowymi na rzecz rozwoju edukacji dorosłych i myśli andragogicznej, inicjowanie krajowych konferencji edukacji dorosłych oraz starań o powołanie federacji towarzystw prowadzących edukację dorosłych,
- prowadzenie współpracy z zagranicznymi towarzystwami edukacji dorosłych,
- prowadzenie autonomicznego pisma poświęconego andragogice i edukacji dorosłych,

## Działalność
Wyraźnym osiągnięciem w działalności Akademickiego Towarzystwa Andragogicznego są wydawnictwa.
Od 1993 roku ATA wydaje Edukację Dorosłych (Edukacja Dorosłych). Drugim pismem jest Rocznik Andragogiczny, wydawany od 1994 roku. Trzecia poważna inicjatywa wydawnicza to Biblioteka Edukacji Dorosłych – seria publikacji książkowych przy czasopiśmie Edukacja Dorosłych pod redakcją Profesor E. Anny Wesołowskiej.
ATA organizuje także konferencje andragogiczne, spotkania członków towarzystwa, studia, wykłady, seminaria, badania z dziedziny edukacji dorosłych i andragogiki z udziałem uczonych z Polski i z zagranicy, uczestniczy w pracach Zespołu Pedagogiki Dorosłych Komitetu Nauk Pedagogicznych PAN, radzi w dziedzinie edukacji dorosłych, zachęca pracowników oświaty i wychowania do prowadzenia badań nad andragogiką i edukacją dorosłych w innych krajach, przyznaje nagrody i wyróżnienia osobom szczególnie zasłużonym na polu andragogiki i edukacji dorosłych.
W pracy ATA mogą i powinni brać udział nie tylko pracownicy wyższych uczelni specjalizujących się w andragogice, ale wszyscy zainteresowani tą dziedziną aktywności społecznej, włączając w to studentów.

## Współpraca
ATA współpracuje z organizacjami w kraju i za granicą np. z Zespołem Pedagogiki Dorosłych Komitetu Badań Pedagogicznych Polskiej Akademii Nauk oraz Niemieckim Towarzystwem Akademickiej Edukacji Dalszej i Studiów na Odległość.

## Zarząd
- Prezes – dr hab. Ewa Skibińska (Uniwersytet Warszawski)
- Wiceprezes – dr hab. Agnieszka Stopińska – Pająk (Uniwersytet Śląski)
- Wiceprezes – dr  Hanna Solarczyk – Szwec (Uniwersytet Mikołaja Kopernika)
- Skarbnik – dr Wojciech Horyń (redaktor kwartalnika „Bellona” MON )
- Sekretarz – dr Krzysztof Pierścieniak (Uniwersytet Warszawski)
- Członek – dr Zofia Szarota (Uniwersytet Pedagogiczny w Krakowie)
- Członek – dr Artur Fabiś (Wyższa Szkoła Administracji w Bielsku – Białej)
- Członek – dr Tomasz Maliszewski (Uniwersytet Gdański)

## Komisja Rewizyjna
- Przewodnicząca – dr hab. Elżbieta Dubas (Uniwersytet Łódzki)
- Wiceprzewodniczący – prof. dr hab. Józef Kargul (Dolnośląska Szkoła Wyższa we Wrocławiu)
- Sekretarz – dr hab. Jerzy Semków (Uniwersytet Wrocławski)

## Sąd Koleżeński
- Przewodnicząca – dr Grażyna Orzechowska (Uniwersytet Warmińsko-Mazurski)
- Wiceprzewodnicząca – dr Anna Panek (Uniwersytet Pedagogiczny w Krakowie)
- Sekretarz – dr Joanna Stelmaszczyk (Uniwersytet Łódzki)